# シリコンスタジオ
シリコンスタジオ株式会社（英: Silicon Studio Corporation）は、コンピューターグラフィックス関連の技術とサービスを提供する日本企業。コンピュータエンターテインメント協会正会員。

## 概要
さまざまな業界向けにリアルタイム3DCGの関連技術を提供する開発推進・支援事業と、映像・ゲーム開発会社に対するクリエイター職の派遣・紹介に特化した人材事業の2つの事業を展開。過去にはゲームコンテンツ向けミドルウェアの開発・提供を主軸とし、ゲームソフトの開発下請も行っていた。現在はゲームや映像制作スタジオ向けのミドルウェア提供および技術支援に加え、製造、自動車・モビリティ、土木建築などの産業分野に対し、ゲームエンジンを活用した3Dグラフィックスによるデジタルツイン案件も多く手掛けている。

## 沿革
- 1999年（平成11年）11月 - 会社設立。
- 2000年（平成12年）1月1日 - 日本SGIの関連会社としてCG、デジタルコンテンツ制作会社として営業開始[4]。
- 2003年（平成15年）12月 - コンテンツ・クリエイターに関する人材事業を開始。
- 2009年（平成21年）2月 - 連結子会社イグニス・イメージワークスを設立。
- 2015年（平成27年）2月23日 - 東京証券取引所マザーズに上場。
- 2018年（平成30年）
  - 7月4日 - コンテンツ事業を新設会社のスタジオリボルバー（後のクレイテックワークス）に承継したのち、スタジオリボルバーの株式の90%をクリーク・アンド・リバー社へ譲渡し、ゲームコンテンツ事業より事実上撤退。
  - 10月5日 - 寺田健彦が代表取締役社長より辞任、梶谷眞一郎が新代表に就任。
- 2021年（令和3年）3月11日 - 『戦国武将姫MURAMASA』サービス終了をもってオンラインゲーム運営業務を終了。
- 2024年（令和6年）12月1日 - イグニス・イメージワークスを吸収合併[5]。

## ゲーム作品

### 他社譲渡
- 逆襲のファンタジカ（iOS/Android、2012年2月27日サービス開始[6]、2019年3月29日サービス終了[7]、2017年5月31日マイネットへ譲渡[8]）
- 刻のイシュタリア（iOS/Android、2014年9月25日サービス開始[9]、2017年5月31日マイネットへ譲渡[8]）
- グランスフィア ～宿命の王女と竜の騎士～（iOS/Android、2015年6月16日サービス開始[10]、2019年2月28日サービス終了[11]、2018年10月Digital monkeyへ譲渡[12]）
- 療成敗!ジェットナース（iOS/Android、2018年4月10日サービス開始[13]、2018年10月5日サービス終了、2018年10月デジタルクエストへ譲渡[12]）
- パレットパレード（iOS/Android、2019年9月19日サービス開始[14]、2021年2月25日サービス終了[15]、2018年9月クレイテックワークス（旧・スタジオリボルバー）へ譲渡[16]）

### 買い切り
- 己の信ずる道を征け（PlayStation Portable、フロム・ソフトウェア、2009年6月11日）
- 3Dドットゲームヒーローズ（PlayStation 3、フロム・ソフトウェア、2009年11月5日）
- ブレイブリーデフォルト（ニンテンドー3DS、スクウェア・エニックス、2012年10月11日）
- ブレイブリーデフォルト フォーザ・シークウェル (ニンテンドー3DS、スクウェア・エニックス、2013年12月5日)
- ブレイブリーセカンド（ニンテンドー3DS、スクウェア・エニックス、2015年4月23日）
- ファイナルファンタジーIX（iOS/Android、スクウェア・エニックス、2016年2月10日） ※Silicon Studio Thailand開発[17]
- ファイナルファンタジーIX（Windows、スクウェア・エニックス、2016年4月14日） ※Silicon Studio Thailand開発[17]
- WonderBlocks（iOS/Android、2015年2月25日サービス開始[18]、2015年11月30日サービス終了[19]、2018年5月7日買い切り化[20]、2022年6月30日配信終了[21]）
- LEFT ALIVE（PlayStation 4：2019年2月28日、Steam：2019年3月5日、スクウェア・エニックス[22]） ※イリンクスとの共同開発

### 開発中止
- トリニティセブン（仮）（スマートフォン・PC[23]）

### サービス終了
- 三国志カードバトル（Mobage、2010年11月19日サービス開始[24]、2015年10月20日サービス終了[25]）
- 戦国武将姫MURAMASA（Mobage/iOS/Android、2012年3月サービス開始、2021年3月11日サービス終了[26]）
- MONSTER TAKT（iOS/Android、2013年7月9日サービス開始[27]、2014年11月10日サービス終了[28]）
- ドラゴンディフェンス（iOS/Android、2014年4月23日サービス開始[29]、2016年11月30日サービス終了[30]）
- 戦国姫譚MURAMASA-雅-（iOS/Android、2015年10月27日サービス開始[31]、2016年11月30日サービス終了[32]）
- 逆襲のファンタジカ: ブラッドライン（iOS/Android、2016年10月28日サービス開始[33]、2017年5月10日サービス終了[34]）
- ブレイブリーデフォルト フェアリーズエフェクト（iOS/Android、スクウェア・エニックス、2017年3月23日正式サービス開始[35]、2020年8月31日サービス終了）
- テラバトル2（iOS/Android、ミストウォーカー、2017年9月21日サービス開始[36]、2018年9月28日サービス終了）